# Alcovasaurus
Genre
Espèce
Alcovasaurus est un genre de dinosaures thyréophores herbivores qui a vécu pendant le Jurassique supérieur. Il a été trouvé dans la formation Morrison du comté de Natrona, Wyoming, États-Unis. En 1914, il fut nommé Stegosaurus longispinus, mais Alcovasaurus longispinus en 2016 (voir texte plus bas).

## Découverte et dénomination

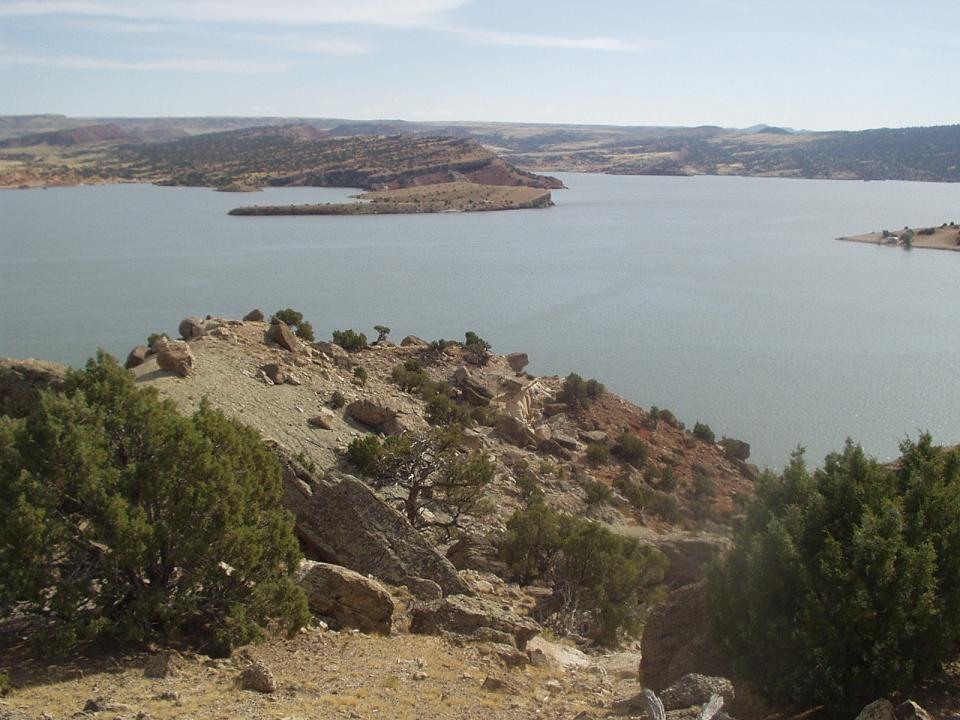
La géographie d'Alcova, Wyoming, où les restes d’Alcovasaurus ont été découverts.

En juillet 1908, les professeurs William Harlow Reed et AC Dart de l'Université du Wyoming, dans la carrière Alcova de Natrona County, Wyoming, ont découvert le squelette d'un stégosaure. Ce serait la dernière fouille majeure d'un dinosaure dans laquelle Reed était personnellement impliqué. En 1914, la découverte a été nommée et décrite comme Stegosaurus longispinus par Charles Whitney Gilmore sur la base de l'holotype UW 20503 (à l'origine UW D54 ), un squelette postcrânien partiel d'un individu adulte composé de quarante-deux vertèbres, un sacrum fragmentaire, deux ischions, une portion d'un pubis, le fémur droit, plusieurs côtes et quatre épines dermiques caudales. Le nom spécifique est dérivé du latin longus, "long", et du spina, "épine", en référence aux longues épines sur la queue. En raison de la présence de très longues épines caudales, S. longispinus a été considéré comme valide par les auteurs ultérieurs,,. En 1993, S. longispinus était considéré, par George Olshevsky et Tracy Lee Ford, comme une possible espèce nord-américaine du genre africain Kentrosaurus, comme un Kentrosaurus longispinus.
Malheureusement, le spécimen type de cette espèce a été endommagé à la fin des années 1920 lorsque les conduites d'eau du musée de l'Université du Wyoming ont éclaté. Pour cette raison, la localisation du spécimen type a été erronément considérée comme perdue  bien qu'un fémur catalogué comme faisant partie de l'UW 20503 soit toujours présent, en tant que dernière partie survivante du spécimen type . Des moulages en plâtre avaient été faits avec les épines arrière de la queue. Des preuves photographiques du squelette en cours de fouille sont également disponibles, montrant les ossements in situ, ainsi que la monture du musée squelettique.
Bien que la validité de Stegosaurus longispinus ait été contestée parce que les longues épines dermiques étaient susceptibles d'être un produit de l'ontogenèse ou du dimorphisme sexuel, le paléontologue indépendant Roman Ulansky a décidé que les longues épines de la queue étaient suffisantes pour éliminer S. longispinus de Stegosaurus et le placer dans un nouveau genre, Natronasaurus. Ulansky a interprété Natronasaurus comme un proche parent de Kentrosaurus conformément à l'hypothèse d'Olshevsky et Ford (1993). Ulansky a publié le nom dans une publication électronique auto-publiée qui n'a pas été archivée par une organisation indépendante ni un ISSN. Cela rend le nom Natronasaurus invalide, et Peter Malcolm Galton et Kenneth Carpenter ont donné au genre un autre nom, Alcovasaurus, en 2016, dans le cadre d'une révision de l'espèce. Le nouveau nom de genre fait référence à Alcova (ce qui signifie "Lézard d'Alcova"), Wyoming. Galton et Carpenter ont également fait référence à une très grande quantité d'épines rondes pour l'espèce, trouvée par Cliff Miles dans le Wyoming dans les années 1990. Son emplacement actuel est inconnu, mais un moulage a été effectué avec le numéro d'inventaire DMNH 33431.
En 2019, Francisco Costa et Octávio Mateus les avaient rassemblés dans le genre Miragaia, en tant que M. longispinus.

## Description

Taille d' Alcovasaurus par rapport à un humain.

Gilmore a identifié S. longispinus parmi d'autres espèces de Stegosaurus par la présence de très longs pics dermiques, d'un centre vertébral caudal distal arrondi en vue antéro-postérieure, d'apophyses transversales résiduelles sur les vertèbres caudales distales et d'un centre avec des extensions dorsales en forme de champignon.
En 2016, Galton et Carpenter ont indiqué cinq autapomorphies, traits dérivés uniques. Il existe des processus latéraux dans les vertèbres distales, arrière et caudales. Les vertèbres distales de la queue sont courtes, plus hautes que longues. Il y a deux paires d'épines de queue qui sont très minces et allongées, avec 90% de la longueur des cuisses. La dernière paire de pointes a sa plus grande largeur au quart de la longueur de la hampe, mesurée à partir du bas. La surface articulaire inférieure des condyles du fémur est limitée à la face inférieure.
Comme autre autapomorphie possible, Alcovasaurus est différent des stégosaures jurassiques nord-américains Stegosaurus stenops, Stegosaurus sulcatus et Hesperosaurus en ce que son sacrum est relié à l'ilion par six paires de côtes sacrées au lieu de quatre. D'autres stégosaures en montrent au plus cinq. Gilmore a également affirmé qu’Alcovasaurus était distinctif en ayant une paire d'épines arrière égale à la paire avant en taille. Galton et Carpenter ont trouvé ce caractère difficile à confirmer à partir des preuves photographiques existantes, mais cela ferait u’Alcovasaurus diffère de tous les stégosaures connus avec quatre pointes, qui montrent toujours une paire arrière plus courte. De plus, les deux paires seraient positionnées exceptionnellement loin l'une de l'autre.
La longueur des cuisses a été déterminée par Gilmore à 1 082 mm. La pointe la plus longue mesurait quatre-vingt-six centimètres. Son point était cassé et Gilmore a estimé la longueur d'origine du cœur osseux à 985 mm.
Galton et Carpenter voient les épines principalement comme des armes. Ils ont interprété les apophyses latérales des vertèbres caudales se prolongeant jusqu'à l'extrémité de la queue comme un support pour une masse musculaire accrue permettant de balancer la queue. Cela pourrait également être lié au raccourcissement des vertèbres caudales, ce qui a donné une queue environ un quart plus courte que chez le stégosaure. Une queue plus courte pourrait contrecarrer la torsion causée par le mouvement plus important des très longues épines. Cependant, la réinterprétation de A. longicpinus en 2019 en tant que membre du clade Dacentrurinae a également entraîné une réinterprétation de l'anatomie de la queue. Plutôt que d'avoir une extrémité de la queue fortement musclée, A. longispinus avait plus probablement de très petites vertèbres caudales après le premier tiers de la queue. Comme d'autres Dacentrurinae, le bout de la queue manquait probablement de muscles forts ou de beaucoup de tissus mous, créant une queue très flexible, semblable à un fouet, qui pourrait être propulsée par la base de la queue fortement musclée.

## Classification
Galton et Carpenter considéraient Alcovasaurus comme un membre des Stegosauridae, pas plus étroitement lié à Kentrosaurus qu'à Stegosaurus . Cependant, une phylogénie de stégosaures réalisée en 2017 par Thomas Raven et Susannah Maidment a révélé que Alcovasaurus n'avait pas la fusion entre les trochanters du fémur observée chez les thyréophores adultes (stégosauriens et ankylosauriens), ce qui signifie qu'il ne peut pas être placé avec certitude comme un stégosaure. Cependant, cela peut être dû au fait que le spécimen est immature, ce qui est impossible à vérifier car l'holotype a été perdu. En 2019, Costa et Mateus ont réinterprété A. longispinus dans le contexte de spécimens nouvellement reconnus de Miragaia trouvés au Portugal. Ces restes leur ont permis de reconnaître A. longispinus comme un proche parent de Miragaia, au sein du clade Stegosauridae  Dacentrurinae . Comme Alcovasaurus partageait la plupart de ses traits avec Dacentrurus ou Miragaia, Costa et Mateus ont conclu qu'il appartenait "par définition" à l'un d'eux; ils ont choisi Miragaia à laquelle il ressemblait le plus. Il restait cependant une espèce distincte, pour laquelle ils ont inventé le nouveau nom combiné Miragaia longispinus .